# Аитов, Сулейман Мухаметзянович
Сулейман Мухаметзянович Аитов (1 февраля 1862 — 1922) — татарский купец первой гильдии, общественный деятель и благотворитель. Один из крупнейших представителей мусульманского купечества Российской империи.

## Биография
Родился в 1862 году в Казани в семье купца Мухаметзяна Аитова. Продолжил семейное торговое дело, сосредоточенное на продаже пушнины, кожи и сырья в Казани, Сибири и Средней Азии. Валовой доход казанского предприятия С. М. Аитова к началу XX века превышал 1 миллион рублей в год. После смерти купца Исхака Арсланова в 1901 году Аитов совместно с Х. В. Гиззатуллиным приобрёл «Товарищество мыловаренного и глицеринового завода И. Арсланова в Казани».

### Общественная деятельность
С начала 1890-х и до 1917 года избирался гласным Казанской городской думы, состоял в правлении Купеческого банка, являлся членом учётно-ссудного комитета Казанского отделения Государственного банка (1898—1917). Также был членом Казанского губернского попечительства детских приютов и почётным членом Общества пособия бедным мусульманам Казани (с 1898 года). С 1896 года — действительный член Общества археологии, истории и этнографии при Казанском университете.
Участвовал в мусульманском национальном движении, поддерживал реформу медресе, финансировал деятельность Казанского бюро партии Иттифак аль-муслимин. Был учеником имама Шигабутдина Марджани, поддерживал тесные дружеские отношения с богословом и педагогом Галимжаном Баруди. Неофициально участвовал в заседаниях 2-го Всероссийского съезда мусульман, состоявшегося 15-23 января 1906 года.

### Благотворительность
В 1898 году на собственные средства построил 2-ю соборную мечеть в Адмиралтейской слободе Казани.
В 1916 году его супруга, Фатиха Аитова, открыла первую национальную женскую гимназию в Казани. Сулейман Аитов выделил средства на строительство и полное оборудование здания для учебного заведения.
Он также поддерживал Казанский попечительский совет бедных и другие мусульманские благотворительные инициативы.

## Награды
- Золотая медаль «За усердие» на Станиславской ленте (1898)[1]
- Золотая медаль «За усердие» на Аннинской ленте (1904)[1]
- Золотая медаль «За усердие» на Владимирской ленте (1908)[1]
- Золотая медаль «За усердие» на Александровской ленте (1916)[1]
- Благодарность императрицы за пожертвования в пользу бедных (1913)[1]
- Медаль «За труды по первой всеобщей переписи населения» (1897)[1]
- Медаль «В память 300-летия царствования дома Романовых» (1913)[1]

## Семья
Был женат на Фатихе Абдулвалиевне Яушевой (1866—1942), известной просветительнице, дочери троицкого купца Абдулвали Яушева.
После Октябрьской революции семья Аитова подверглась репрессиям: сын Ибрагим Аитов дважды приговаривался к заключению (в 1929 и 1940 годах), другой сын — Юсуф — был репрессирован в 1937 году.